# Blue Bluffs
Blue Bluffs – opuszczona osada w hrabstwie Placer w stanie Kalifornia. Znajduje się 0,8 km na północ od miejscowości Midas. Można znaleźć ją na mapach z 1873 roku.